# Ascaridíase
Ascaridíase é uma doença parasitária causada pelo verme nematoda Ascaris lumbricoides, denominado pelo nome vernacular lombriga. As infecções são assintomáticas em mais de 85% dos casos, especialmente se o número de vermes for muito pequeno. Os sintomas são mais evidentes em função do número de vermes presente. No início da doença, os sintomas mais comuns são falta de ar e febre. À medida que o número de vermes aumenta podem seguir-se sintomas de inchaço abdominal, dor abdominal, e diarreia. As crianças são habitualmente as mais afectadas, e neste grupo etário a infecção pode também dificultar o aumento de peso, provocar desnutrição e problemas de aprendizagem.
A infecção ocorre através da ingestão de alimentos ou bebidas contaminados com ovos Ascaris das fezes. Os ovos eclodem nos intestinos, e penetram através da parede do intestino e migram para os pulmões através do sangue. Ali, invadem os alvéolos e depois migram (ou são tossidos) pelos brônquios até a faringe, onde são deglutidos inconscientemente para o esófago. Depois passam pelo estômago pela segunda vez em direção ao intestino, onde se tornam vermes adultos. A ascaridíase é classificada como doença tropical negligenciada, dado que é um tipo de helmintíase transmitida pelo solo. Estas doenças são, por sua vez, parte de um grupo alargado de doenças denominadas helmintíases.
A prevenção é feita com a melhora das condições de saneamento, melhoria do acesso sanitário e o adequado escoamento das fezes. A lavagem das mãos com sabão aparentemente protege contra a infecção. Em áreas onde mais de 20% da população está infectada, recomenda-se o tratamento de todos em intervalos periódicos. O ressurgimento das infecções é relativamente comum. Não existe vacina; os tratamentos recomendados pela Organização Mundial de Saúde consistem na medicação com albendazol, mebendazol, levamisol ou pamoato de pirantel. Outros agentes eficazes incluem tribendimidina e nitazoxanida.
Cerca de 0,8 a 1,2 milhão de pessoas em todo o mundo têm ascaridíase, com as populações mais afetadas presentes na África subsariana, América latina e Ásia. Isto faz da ascaridíase o tipo mais comum de helmintíases transmitidas pelo solo. Desde 2010, provocou cerca de 2.700 mortes por ano, diminuindo em relação às 3.400 mortes em 1990. Existe outro tipo de Ascaris que infecta porcos.

## Causas

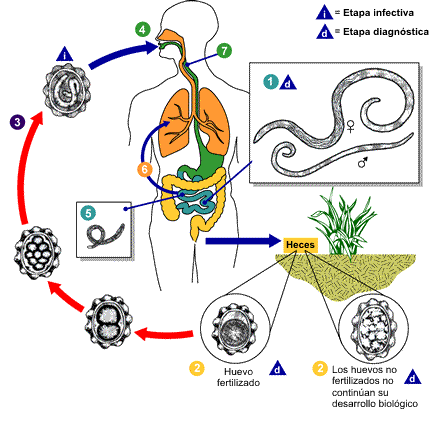
Milhares de ovos fertilizados são eliminados nas fezes, que contaminam rios e lagos, e que quando consumidos por humanos se desenvolvem a sua forma adulta e sexualmente ativa em seu intestino.

As lombrigas são vermes nematodas, ou seja fusiformes sem segmentação, e com tubo digestivo completo. A reprodução é sexuada, sendo a fêmea (20 a 35cm) maior que o macho (15 a 20cm) e com o diâmetro de um lápis. Os vermes adultos podem viver de um a dois anos. Seus ovos têm 50 micrómetros, o que causa dificuldade de observar se o alimento está contaminado.
Ambientes quentes e úmidos (por exemplo, o solo nos países quentes), densamente populados e com falta de saneamento básico potencializam o surgimento das ascaris lumbricoides, as quais permanecem dentro do ovo. A infecção ocorre por meio da ingestão dos ovos férteis infectantes em água ou alimentos — principalmente verduras, embora insetos também sejam veiculadores de ovos de ascaris. As larvas são liberadas no intestino delgado e alcançam a corrente sanguínea através da parede do intestino. Infectam o fígado, onde crescem durante menos de uma semana e entram nos vasos sanguíneos novamente, passando pelo coração e seguem para os pulmões. Nos pulmões invadem os alvéolos, e crescem mais com os nutrientes e oxigénio abundantes nesse órgão bem irrigado. Quando crescem demasiados para os alvéolos, as larvas saem dos pulmões e sobem pelos brônquios chegando à faringe onde são maioritariamente deglutidas pelo tubo digestivo, passando pelo estômago, atingem o intestino delgado onde completam o desenvolvimento, tornando-se adultos, apesar de haver alguns casos em que são expectoradas saindo pela boca. A forma adulta vive aproximadamente dois anos. Durante esse período, ocorre a cópula e a liberação de ovos que são excretados com as fezes.

## Sinais e sintomas
A  maioria dos infetados tem apenas um número pequeno de lombrigas que não causam nenhum sintoma.
O período de incubação entre a ingestão do ovo e a chegada do parasita adulto ao lúmen intestinal dura cerca de dois meses. Nesse período as larvas passam por vários órgãos, como fígado e pulmões. Normalmente não causam problemas na sua migração mas, particularmente se existirem em grandes números, podem causar irritação pulmonar com hemorragias e hemoptise (tosse com sangue). Outros sintomas nessa fase além da tosse são, falta de ar e febre baixa.
Após chegada ao intestino e maturação nas formas adultas, os parasitas nutrem-se do bolo alimentar e não são invasivos. Sintomas possíveis incluem:
- Náusea e vômito;
- Diarreia e dor abdominal;
- Perda de apetite;
- Febre;
- Ruído ao respirar.

Complicações
Se a carga de parasitas é alta ou o paciente é muito novo e se alimenta mal pode ocorrer subnutrição do hospedeiro e os parasitas passam a alimentar-se das próprias paredes intestinais causando hemorragias internas com dores abdominais intensas.
As complicações graves da ascaridíase são raras e predominantemente em crianças que têm grande número de parasitas (devido muitas vezes às crianças comerem terra ou lamberem objetos sujos de terra). Assim, um grande número de adultos no intestino podem obstruir a passagem dos alimentos pelo íleo (Obstrução intestinal) ou os ductos biliares. Grande número de parasitas migrando pelos pulmões e faringe ou para os ductos biliares, pancreáticos ou apêndice resultar em dificuldade para respirar, colecistite, pancreatite ou apendicite. Pode ainda ocorrer tosse com sangue e larvas. Pode também existir a forma errática da infecção (altas cargas parasitárias), onde os parasitas albergam órgãos não naturais da infecção podendo provocar hemorragias internas.

## Epidemiologia
Existem em todo o mundo sendo maior a prevalência em países tropicais, afetando de 54 a 75% nas zonas sem tratamento adequado de água e esgoto, especialmente em zonas rurais e em periferias urbanas. É comum mesmo em grandes cidades como Salvador e Curitiba, ocorrendo principalmente em crianças de 2 a 10 anos. Há no mundo 1,38 bilhão de pessoas infetadas por essa parasitose segundo a OMS, ou seja, um quinto da humanidade. O ser humano é o seu único hospedeiro.
Cerca em 80% dos infectados se re-infectam em menos de um ano depois do tratamento. Para evitar re-infecçoes é importante tratar todas os cidadãos de uma área vulnerável, educar a população sobre a importância de ferver a água e melhorar o sistema sanitário de água e esgoto.

## Diagnóstico
O diagnóstico é feito pela observação com microscópio óptico de ovos nas fezes, através do exame parasitológico de fezes, pelo método do HPJ (Método de Sedimentação Espontânea). O diagnóstico também pode ser feito por testes imunológicos ou exames de imagem, ou acidental durante uma endoscopia, ultrassonografia ou raio-x.

## Tratamento
Fármacos utilizados no tratamento de ascaridíase são os azólicos como o mebendazol 500mg ou o albendazol 400mg em dose única, em casos de obstrução intestinal, o indicado é que antes da administração desses medicamentos seja utilizado piperazina e óleo mineral. O tratamento deve ser repetido após algumas semanas para matar larvas que possam estar migrando e, portanto, inacessíveis aos fármacos administrados por via oral no intestino.
Os medicamentos geralmente não são indicados durante a infecção pulmonar ativa, porque as larvas que morrem no pulmão podem causar inflamação (pneumonite). Sintomas pulmonares podem melhorar com o uso de broncodilatador inalado (salbutamol) ou corticosteroides se necessário.

## Prevenção
- Educação sanitária;
- Tratamento da água e esgoto;
- Cuidados higiênicos no preparo dos alimentos;
- Boa higiene pessoal;
- Combate aos insetos domésticos, pois moscas e baratas podem veicular os ovos;
- Tratamento das pessoas parasitadas.
- Lavar as mãos com água e sabonete antes das refeições ou depois de brincar com animais.